# 東北方面武器隊
東北方面武器隊（とうほくほうめんぶきたい）は、陸上自衛隊仙台駐屯地に駐屯していた東北方面隊直轄の武器科部隊で2006年（平成18年）3月27日に廃止され、東北方面後方支援隊に改編された。

## 概要
主に東北方面隊隷下部隊における装備火器類・車両等の高段階整備および後方支援業務を担当していた。2006年（平成18年）3月、後方支援部隊の集約化に伴い廃止され、東北方面輸送隊と統合し、東北方面後方支援隊として再編された。

## 沿革
- 1964年（昭和39年）3月24日：東北方面武器隊が仙台駐屯地に新編[1]。
- 2006年（平成18年）3月27日：東北方面武器隊（仙台駐屯地）が廃止され、東北方面輸送隊およびその他の東北方面総監直轄部隊と統合再編のうえ東北方面後方支援隊を新編。

## 主要幹部
| 代 | 氏名                 | 在職期間                                                    | 前職                                            | 後職                                              |
| -- | -------------------- | ----------------------------------------------------------- | ----------------------------------------------- | ------------------------------------------------- |
| 01 | 山口巌 （2等陸佐）   | 1964年03月24日 - 1966年03月15日                             | 東北方面総監部勤務                              | 東部方面総監部武器課                              |
| 02 | 澤田哲雄 （2等陸佐） | 1966年03月16日 - 1968年03月15日                             | 陸上自衛隊北海道地区補給処                      | 陸上幕僚監部第4部勤務                             |
| 03 | 中村彰 （3等陸佐）   | 1968年03月16日 - 1971年7月15日 ※1968年07月01日 2等陸佐昇任  | 陸上自衛隊武器学校勤務                          |                                                   |
| 04 | 河野敬敏             | 1971年07月16日 - 1973年07月15日 ※1973年07月01日 1等陸佐昇任 | 陸上幕僚監部第3部勤務 （2等陸佐）               | 東部方面総監部武器課長                            |
| 05 | 河合保               | 1973年07月16日 - 1975年07月15日 ※1975年07月01日 1等陸佐昇任 | 陸上自衛隊富士学校 （2等陸佐）                  | 陸上自衛隊武器学校研究部長                        |
| 06 | 内藤宏一 （2等陸佐） | 1975年07月16日 - 1978年07月31日                             | 陸上自衛隊富士学校                              | 陸上自衛隊武器学校                                |
| 07 | 鳥谷雅也             | 1978年08月01日 - 1980年03月16日                             | 陸上自衛隊武器補給処企画室長                    | 第102高射全般支援隊長                             |
| 08 | 藪中建紀             | 1980年03月17日 - 1981年07月31日 ※1981年01月01日 1等陸佐昇任 | 陸上自衛隊関西地区補給処 桂支処勤務 （2等陸佐） | 技術研究本部 技術開発官（誘導武器担当）付 第1班長 |
| 09 | 鎰谷八三郎           | 1981年08月01日 - 1984年03月15日                             | 武器教導隊長                                    | 陸上自衛隊武器補給処企画室長                      |
| 10 | 加藤隆一             | 1984年03月16日 - 1986年03月16日                             | 第6師団司令部総務課長                           | 陸上自衛隊武器補給処企画室長                      |
| 11 | 稲見達之             | 1986年03月17日 - 1987年07月31日                             | 陸上自衛隊資材統制隊副隊長                      | 陸上自衛隊武器学校教育部長                        |
| 12 | 大須賀勝             | 1987年08月01日 - 1990年03月15日                             | 陸上幕僚監部装備部装備計画課 補給管理班長       | 陸上幕僚監部装備部武器・化学課長                  |
| 13 | 森清勇               | 1990年03月16日 - 1992年11月30日                             | 陸上自衛隊調査学校研究部長                      | 陸上自衛隊北海道地区補給処副処長                  |
| 14 | 湯原弘               | 1992年12月01日 - 1994年07月31日                             | 東部方面総監部人事部募集課長                    | 陸上自衛隊北海道地区補給処武器部長                |
| 15 | 飯田治親             | 1994年08月01日 - 1997年03月25日                             | 陸上自衛隊関西地区補給処桂支処 武器部長         | 陸上自衛隊幹部学校学校教官                        |
| 16 | 重松正久             | 1997年03月26日 - 1998年07月31日                             | 第13後方支援連隊長                              | 陸上自衛隊補給統制本部勤務                        |
| 17 | 山下英継             | 1998年08月01日 - 2001年03月26日                             | 陸上幕僚監部教育訓練部訓練課 教範・教養班長     | 陸上自衛隊研究本部主任研究開発官                  |
| 18 | 大田保重             | 2001年03月27日 - 2002年07月31日                             | 陸上自衛隊武器学校研究部長                      | 陸上自衛隊補給統制本部誘導武器部長                |
| 19 | 中川公太郎           | 2002年08月01日 - 2005年03月31日                             | 陸上幕僚監部教育訓練部教育課 学校第2班長        | 自衛隊福島地方連絡部長                            |
| 末 | 川戸敏彦             | 2005年04月01日 - 2006年03月26日                             | 陸上自衛隊補給統制本部装備計画部 装備計画課長   | 東北方面後方支援隊副隊長                          |